# Ябута Міцунорі
Міцунорі Ябута (яп. 藪田 光教, нар. 2 травня 1976, Префектура Канаґава) — японський футболіст, що грав на позиції півзахисника.
Виступав, зокрема, за клуби «Верді Кавасакі» та «Віссел» (Кобе), а також молодіжну збірну Японії.
Володар Суперкубка Японії. 

## Клубна кар'єра
У дорослому футболі дебютував 1995 року виступами за команду клубу «Верді Кавасакі», в якій провів три сезони, взявши участь у 13 матчах чемпіонату. 
Протягом 1999 року захищав кольори команди клубу «Йокогама».
Своєю грою за останню команду привернув увагу представників тренерського штабу клубу «Віссел» (Кобе), до складу якого приєднався 2000 року. Відіграв за команду з Кобе наступні шість сезонів своєї ігрової кар'єри. Більшість часу, проведеного у складі «Віссела», був основним гравцем команди.
Згодом з 2006 по 2007 рік грав у складі команд клубів «Авіспа Фукуока» та «Йокогама».
Завершив професійну ігрову кар'єру у клубі «Ґіфу», за команду якого виступав протягом 2008 року.

## Виступи за збірну
1995 року залучався до складу молодіжної збірної Японії. У її складі був учасником молодіжного чемпіонату світу 1995 року.

## Титули і досягнення
- Володар Суперкубка Японії (1):

«Верді Кавасакі»:  1995